# کورتنی کندی
کورتنی کندی (انگلیسی: Courtney Kennedy؛ زادهٔ march ۲۹, ۱۹۷۹ (۴۵ سال)) ورزشکار هاکی روی یخ اهل ایالات متحده آمریکا است.
وی در مسابقات کشوری و بین‌المللی در مجموع برندهٔ ۱ مدال طلا، ۱ مدال نقره، ۱ مدال برنز شده‌است.